# Maccaffertium luteum
Maccaffertium luteum är en dagsländeart som först beskrevs av James Brackenridge Clemens 1913.  Maccaffertium luteum ingår i släktet Maccaffertium och familjen forsdagsländor. Inga underarter finns listade i Catalogue of Life.